# X(3872)
X (3872) — субатомна частинка, кандидат в екзотичні мезони з масою 3871,68 МеВ/с 2, яка не вписується в кваркову модель через незвичайні значення її квантових чисел. Вперше була виявлена в 2003 році в результаті експерименту Belle в Японії, пізніше була підтверджена низкою інших експериментальних колаборацій. Було запропоновано кілька пояснень її природи таких як мезонна молекула або пара дикварк -антидикварк (тетракварк).
Квантові числа X (3872) були визначені експериментом LHCb у CERN у березні 2013 року. Значення для JPC — 1 ++ .